# Grömitz
Grömitz est une commune située dans l'arrondissement du Holstein-de-l'Est (Landkreis Ostholstein), dans le Land du Schleswig-Holstein, en Allemagne.
C'est une ville touristique. La jetée de Grömitz, longue de 400 m, est une des plus longues en Allemagne.
Le village de Cismar qui en dépend organise un festival de musique en août.

## Personnalités liées à la ville
- Adolf Hartwig Heinrich von Bülow (1787-1816), fonctionnaire mort à Cismar.
- Bernhard Ernst von Bülow (1815-1879), homme politique né à Cismar.
- Achaz von Buchwaldt (1944-), cavalier né à Grömitz.